# 反堕胎运动
反堕胎运动（英語：Anti-abortion movements）是倡导通过寻求法律禁令和其他手段来禁止任何形式的堕胎行为。现代反堕胎运动和墮胎相關的爭議有關，一般是作为反對各国的堕胎非刑事化和选择性堕胎合法化的一种反向运动。反墮胎運動者多自稱支持生命權（Pro-Life），支持墮胎合法者則稱為支持选择權（Pro-Choice）。各國的反墮胎運動者多以右翼保守派政黨與宗教團體為主。

## 描述
反堕胎是指反对和谴责堕胎行为的一种观念和行动。这种观念和行动通常基于对生命的尊重和保护，主张通过教育、宣传、法律等多种途径，推广生育计划和生育健康知识，从而减少堕胎发生的可能性。反堕胎被相关团体支持的主要理由之一是认为堕胎是对未出生儿童生命权利的侵犯。支持反堕胎的人士认为，从受精卵开始，人类就有生命，并且应该受到尊重和保护。因此，他们反对将堕胎视为一种可接受的生育控制手段，认为应该通过其他手段来避免不必要的堕胎。在反堕胎的观念和行动中，教育和宣传是非常重要的。支持反堕胎的人们认为，通过提高人们对生育健康和计划的认识和理解，可以减少堕胎的发生率。此外，他们还提倡为未婚孕妇提供更多的支持和帮助，包括提供医疗服务、心理咨询和经济援助等，以减少她们选择堕胎的可能性。另外，法律也是反堕胎的重要手段之一。反堕胎法律旨在限制堕胎的数量和频率，以及保护受孕妇女的权益和生命。一些反堕胎法律规定必须进行特定的检查、许可或等待期，以便为堕胎者提供更多的时间和空间，来重新考虑她们的选择。支持反堕胎的国家有：美国，波兰，爱尔兰及阿根廷等。总之，反堕胎观念和行动的目的是为了保护和尊重生命，减少堕胎发生的可能性。虽然反堕胎的方法和手段存在争议，但通过多种途径推广生育健康知识，提高人们的意识和责任感，才是减少堕胎的根本途径。

## 美国
美国亲近生命运动（也被称为美国的反堕胎运动，反堕胎者會稱為pro-life，支持墮胎選擇權利者則被稱為pro-choice）是一个美国道德或宗派反对堕胎和支持法律禁止或限制堕胎的社会和政治运动。倡导者普遍认为，人类的胎儿（在大多数情况下指人类胚胎）已经是一个人，因此有生命权。
亲近生命运动包括各种组织，没有一个单一的中央决策机构。他们立场有不同的论据和理由。
一些反堕胎活动家反對任何形式的墮胎，部份反堕胎活动家則同意允许在特殊情况下的堕胎，例如乱伦、强奸、胎儿严重缺陷或当怀孕女人的健康处于危险之中。
反墮胎运动旨在推翻1973年羅訴韋德案和推动立法或宪法修正案，禁止或至少限制堕胎。反墮胎运动支持不少州分立法試圖禁止墮胎的法案（在不違反最高法院的判決之下）。
2019年美國中西部多州通過俗稱「心跳法案」的《人類生命保護法》（Human Life Protection Act），該法為反墮胎法案，除了危及母體生命安全外的狀況均不能墮胎，無論當事人是否成年，是否遭到性侵，進行墮胎手術的醫生將面臨10年以上，最高99年徒刑。人權捍衛團體「美國民權聯盟」（ACLU）提出法律告訴，試圖阻止法案執行。然而美國總統川普上任後，提名兩名保守派大法官，改變美國最高法院組成，使法院裁決增加了懸念，「羅訴韋德案」也有被推翻的風險。此法案也引起美國影視圈名人反對，曾經參與me too運動的女星呼籲婦女「性罷工」抗議，也有影視公司表示以後將拒絕到喬治亞州拍戲。2019年10月，阿拉巴馬州聯邦法院宣布《人類生命保護法》（Human Life Protection Act）違憲，但保守派人士表示將繼續上訴。
2022年6月24日，美国联邦最高法院在多布斯诉杰克逊妇女健康组织案中以5-4的投票结果推翻了罗诉韦德案。

## 欧洲

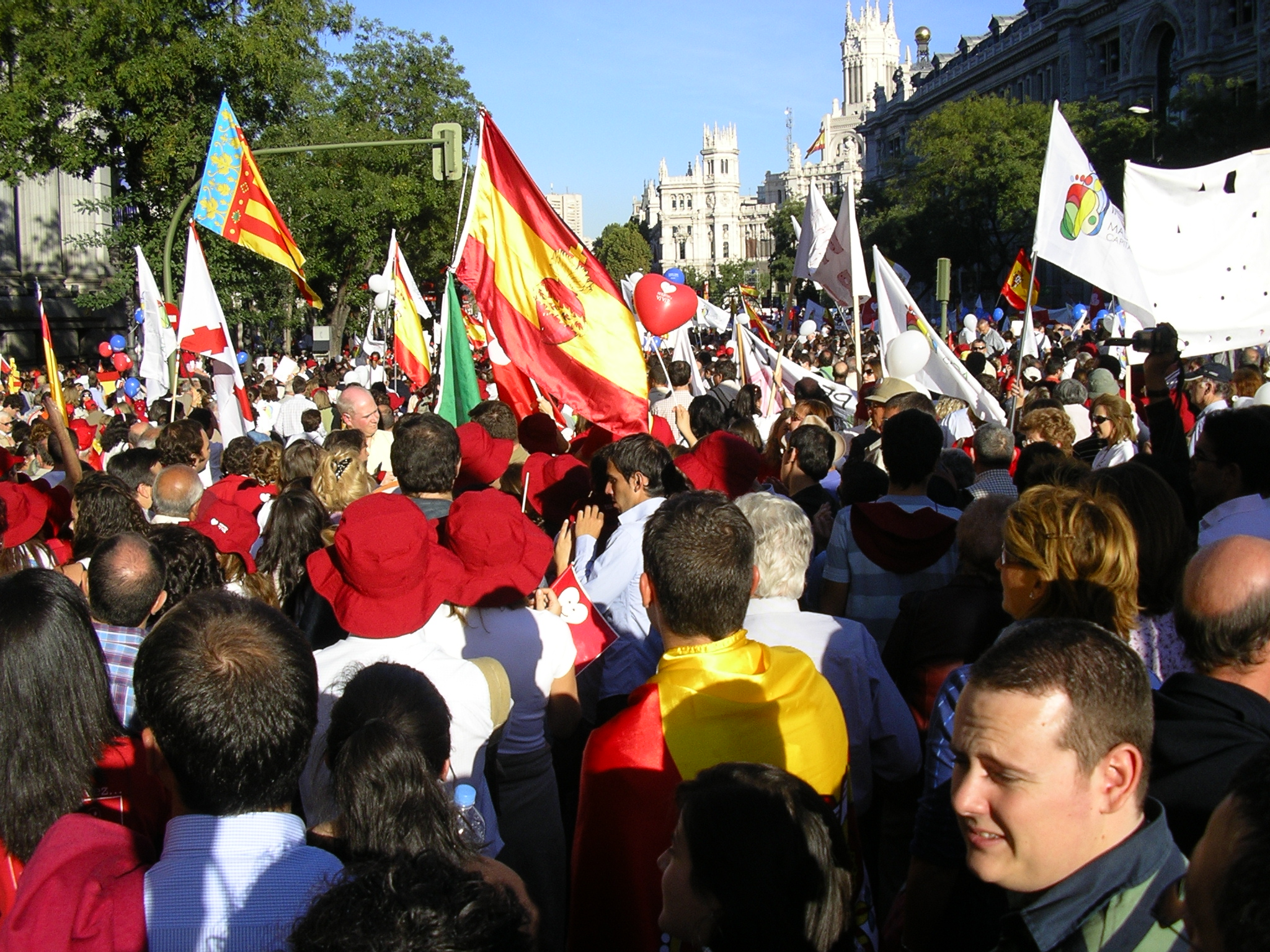
2009年10月17日西班牙马德里的反堕胎游行

在欧洲，议会已经通过堕胎合法化。随即影响到西欧更密切监管堕胎行为的使用，并在同一时间调解和减少反堕胎运动对法律的影响。
在法國，第一个专门的反堕胎组织“Laissez-les-vivre-SOS futures mères”在1975年成立。它的主要发言人是遗传学家Jérôme Lejeune。2005年以来，法国的反堕胎运动组织每年3月在巴黎举行“March for Life”活动，吸引了数千名示威者来参加游行。
在英國，最活跃的反堕胎组织是“Society for the Protection of Unborn Children”（保护未出生儿童协会）。
在西班牙，超过一百万示威者参加了2009年10月在马德里的游行，旨在抗议西班牙首相何塞·路易斯·罗德里格斯·萨帕特罗的社會黨政府的选择性堕胎合法化和消除家长的同意限制的法律。

## 波蘭

### 過程
波蘭的宗教信仰以天主教為主體，天主教團體與保守派政黨也是波蘭反對墮胎的主力。1993年起波蘭立法規定墮胎僅限於以下三種條件：（１）懷孕對母體造成生命危險或永久性健康傷害；（２）在胎兒可獨立存活於母體之前，但醫療檢驗確認胎兒存在先天性缺陷，包括夭折風險與殘疾傷害；（３）在懷孕12周之前，強暴、亂倫等刑事犯罪因素受孕者，可在檢警司法認證後申請墮胎。違法替婦女進行墮胎手術的醫生最高判刑2年。
根據波蘭的民調機構Centre for Public Opinion Research(CBOS)於2014年的調查顯示，65%的波蘭人反對墮胎，27%認為墮胎可接受，8%的人沒有意見。
2015年荷蘭團體「波浪女性」使用無人機自德國空運墮胎藥進入波蘭，用行動支持住在歐盟限制墮胎國家，但有墮胎需求的女性。
2016年波蘭反墮胎團體在三個月內蒐集10萬份聯署，提案全面禁止墮胎，與對進行墮胎手術的婦女與醫生求處5年以上徒刑。波蘭執政的保守黨派「法律正義黨」（Law andJustice, PiS），提案要求除了危及母體生命安全外的狀況均不可墮胎，波蘭具影響力的天主教會也支持該提案。此提案引發波蘭公民抗議，「救救女性」（Save Women）聯盟號召示威，數千名波蘭人響應。在波蘭女性組成的「黑色星期一」罷工後，眾議院以352反對，58贊成的比例否決該法案。執政黨「法律正義黨」改變態度，表示將不在現階段立法，並提出政府可以支援患有嚴重殘疾的嬰兒的家庭。但波蘭自由派政黨「現代黨」（Modern）認為，「法律正義黨」未來還會再次提案限縮墮胎條件。
2018年「法律正義黨」第二度提案限縮婦女墮胎限制，再度引發婦女團體抗議，提案最後並未通過。黑色星期一運動也持續在波蘭發酵，當年超過40萬波蘭民眾連署，希望政府拓寬墮胎標準，提供無需醫生處方簽的緊急避孕藥和免費的工具，並將綜合性教育的內容編入學生教材中，然而深受天主教影響的國會否決了該提案。同年一名懷孕的波蘭婦女，因為併發症影響健康前往德國墮胎，也引起了一波討論。
2020年波蘭憲法法庭裁定家庭計畫法部份條文，違反憲法保障未出生胎兒人權的精神。波蘭法律將禁止畸形胎兒墮胎，只有強暴、亂倫導致懷孕，孕婦有生命危險的狀況才允許墮胎。新規定的墮胎手術在所有的案例中只占百分之二，幾乎等於全面禁止墮胎。法案通過前，波蘭的墮胎法案已非常嚴苛，波蘭有3800萬人口，每年合法的人工流產次數不到2千次，波蘭婦女團體預估，非法墮胎或國外進行的人工流產可能多達20萬次。釋憲結果引發以自由派佔多數的波蘭年輕人怒火，執政黨提出「對生下先天性障礙嬰兒的產婦...提出後續的保障補助與社福救濟方案。」希望平息眾怒。然而民眾依然湧上華沙街頭抗議，執政黨隨後派出鎮暴警察鎮壓。執政黨指責抗議民眾不顧covid-19疫情上街造成防疫破口，反對民眾則認為執政黨趁疫情偷渡議題侵犯人民權利。當地媒體估計，盡管因為疫情波蘭集會人數限制為10人，華沙仍有1.5萬人參與和平示威活動，要求執政黨撤回立法提案，多數抗議民眾帶著口罩上街。抗議者也前往波蘭各地的天主教堂抗議，並與反墮胎的右翼團體在教堂前發生衝突。

### 法律正義黨
法律正義黨（Law andJustice, PiS）為波蘭的保守右翼政黨，意識形態上反對墮胎，反對LGBT，強調傳統天主教文化，並重視傳統型態的家庭價值。2020年法律正義黨總統候選人杜達（Andrzej Duda）以51%的得票率連任，反對黨得票率49%，兩黨僅2%差距，顯示波蘭公民在社會議題上的分歧。

### 波蘭生命捍衛者協會
波蘭生命捍衛者協會(波蘭語：POLSKIE STOWARZYSZENIA OBROŃCÓW ŻYCIA CZŁOWIEKA)是波蘭的一個民間組織，具有天主教背景。該組織以反墮胎為宗旨，透過扶助病童，舉辦活動，發行文宣，與施壓波蘭右翼政黨來達成反對墮胎的理念。該組織也支持2020年波蘭限制墮胎的憲法裁決，並表示政府應該增加對殘障兒童的扶助。

## 以色列
在以色列，主要的反堕胎组织是“Efrat”。该组织主要是筹集资金，以纾缓财政和社会对孕妇的压力，让她们不会选择终止妊娠。

## 台灣
刑法中仍然規範「墮胎罪」，並另外於優生保健法中訂明一定條件下方得以中止懷孕，尤其有配偶之婦女，墮胎須得到配偶之同意方可實施。台灣反墮胎推行者以基督教組織為主，試圖從教育與政治影響台灣人工流產相關法律。

### 台灣家庭生命關懷協會
台灣家庭生命關懷協會成立於台灣台中，由基督教宣教士發起組成，成立宗旨為關懷運與嬰兒，並反對墮胎。台灣家庭生命關懷協會於台中成立懷孕支持中心（PSC），可提供收容孕婦，並協助出養。該組織反對墮胎，執行長長姜裕芳曾表示「每年台灣因為墮胎失去的寶寶超過50萬個，發生在我們這個出生率低又逐漸高齡化的國家，不是很奇怪嗎？」
台灣家庭生命關懷協會曾響應「維護生命40天」（40 Day for Life）的全球禱告活動活動自2017年9月27日開始到11月5日止，每日8:30-20:30，以每2小時為一個梯次進行輪流禱告。40 Day for Life是由美國基督教組織發起的活動，自2007年開始，藉由連續40天的禁食與禱告宣傳該組職反對墮胎的意見，並著重於宣傳人工流產對母體的健康危害。
該活動也引發不少爭議，有人認為40 Day for Life過度放大墮胎對母體身體的傷害，忽視母親的個人意志選擇，甚至英國發生祈禱者對前往診所進行人工流產手術的婦女發送傳單，有恐嚇的嫌疑。

### 中華shofar社區轉化聯盟慈惠服務協會
「中華shofar社區轉化聯盟慈惠服務協會」提出仿照美國阿拉巴馬州的心跳法案（heartbeat bills），並組織聯署，於2019年8月30日完成第一階段，並送件至中選會審議。 「中華shofar社區轉化聯盟慈惠服務協會」是由基督徒組成的機構，積極透過參與台灣選舉試圖改變台灣社會，於2014年推出78位基督徒參選里長，並有25位當選。該組織在2018年又成立「合一行動聯盟」，宣稱要「讓神掌權立法院」。
「中華shofar社區轉化聯盟慈惠服務協會」主張進一步限制台灣人工流產相關法案，理事長彭迦智提出的公投主文為：「你是否同意『優生保健法施行細則第15條第1項本文：人工流產應於妊娠24週內施行。』修正為『人工流產應於妊娠8週內施行。』。」
此提案也引發不少爭議，主要聚焦於現行台灣產檢，無法在胎兒八周內檢查出大部分可能的先天性疾病，違反優生學。以及非自願性受孕的女性，可能被強迫生子。無力扶養兒童的家庭，強迫生子可能增加社會福利支出。
2020年1月中選會駁回該協會提出的公投提案，原因為提案格式不合規定，限期補正後依然不合規定。雖提案內容有人權爭議，但因提案不合規定，無需進一步討論內容。

### 尊重生命全民運動大聯盟
尊重生命全民運動大聯盟，由美籍耶穌會士艾立勤神父（Fr.Louis Aldrich S.J.）創立。該協會創立於輔仁聖敏神學院，是一所天主教神學院，前身為輔仁大學附屬神學院，目前直屬教廷管理，不受台灣教育部管理。尊重生命全民運動大聯盟成員不僅僅是天主教徒，包含佛教、道教、一貫道、基督教、天帝教、天主教等團體都在聯盟中，同時也與其他具有宗教背景的大學合作，例如玄奘大學便在合作對象名單中。
尊重生命全民運動大聯盟反對墮胎、反對幹細胞研究、反對同志教育，並認為受精卵階段就是一個生命。尊重生命全民運動大聯盟於2017年4月發起聯署，試圖修改「台灣優生健保法第九條之六：因懷孕或生產將影響其心理健康或家庭生活者」。該聯盟提出三個主張，一是增加6天的墮胎冷靜期、二是墮胎需夫妻雙方都同意、三是未成年子女墮胎需要父母同意。
除了政治，尊重生命全民運動大聯盟也試圖影響台灣教育，從2008年開始到學校推動「貞潔教育」，反對婚前性行為。

## 香港
- 小小生命 （页面存档备份，存于）
- 香港維護生命聯會 （页面存档备份，存于）